# Carlo Fea

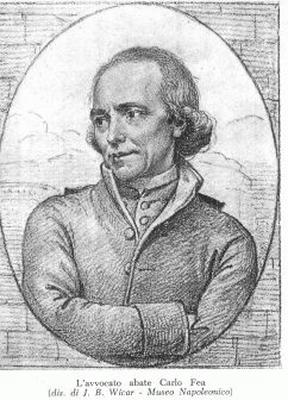
Carlo Fea

Carlo Fea (* 4. Juni 1753 in Pigna im heutigen Ligurien; † 18. März 1836 in Rom) war ein italienischer Klassischer Archäologe.

## Leben

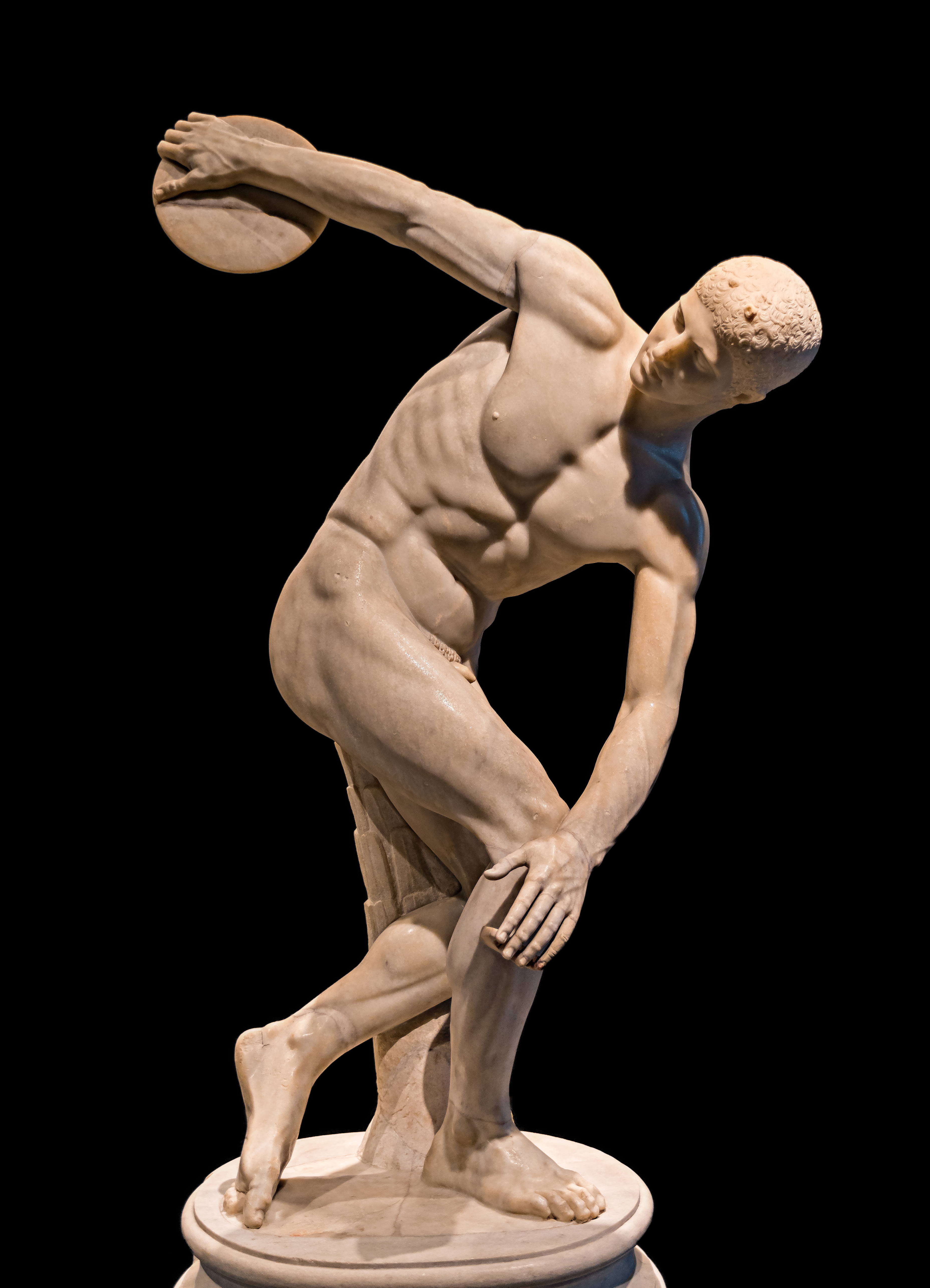
Der sogenannte Diskobolos Lancelotti, die berühmte Marmorkopie aus dem Nationalmuseum in Rom, die 1781 auf dem Esquilin gefunden wurde

Fea studierte Jurisprudenz in Rom und schloss sein Studium mit dem Doktor der Rechtswissenschaften an der Universität La Sapienza ab. Er beschäftigte sich aber seit 1798 zunehmend mit der Archäologie und erhielt entsprechende Forschungsaufträge.
Aus politischen Gründen wurde er gezwungen, Schutz in Florenz zu suchen; bei seiner Rückkehr 1799 wurde er als Jakobiner durch die Neapolitaner eingesperrt, die zu dieser Zeit Rom besetzten, aber kurz danach freigegeben und zum Commissario delle Antichità und Bibliothekar bei dem Prinzen Chigi ernannt. Fea identifizierte eine 1781 in Rom auf dem Esquilin entdeckte Statue eines Diskuswerfers beim Anwurf, den sogenannten Diskobolos, eine römische Kopie in Marmor von der verloren gegangenen Originalstatue in Bronze, die Myron schuf.
Fea unterstützte die gesetzliche Kontrolle des Kunsthandels und der Ausgrabungen der römischen Altertümer. Er selbst unternahm archäologische Untersuchungen am Pantheon (Rom) und am Forum Romanum.
Er verbesserte und kommentierte eine italienische Übersetzung von Johann Joachim Winckelmanns Geschichte der Kunst und kommentierte auch einige der Arbeiten von Giovanni Ludovico Bianconi. Unter seinen ursprünglichen Schreiben sind am bekanntesten: Miscellanea filologica, critica, e antiquaria und Descrizione di Roma.

## Literatur

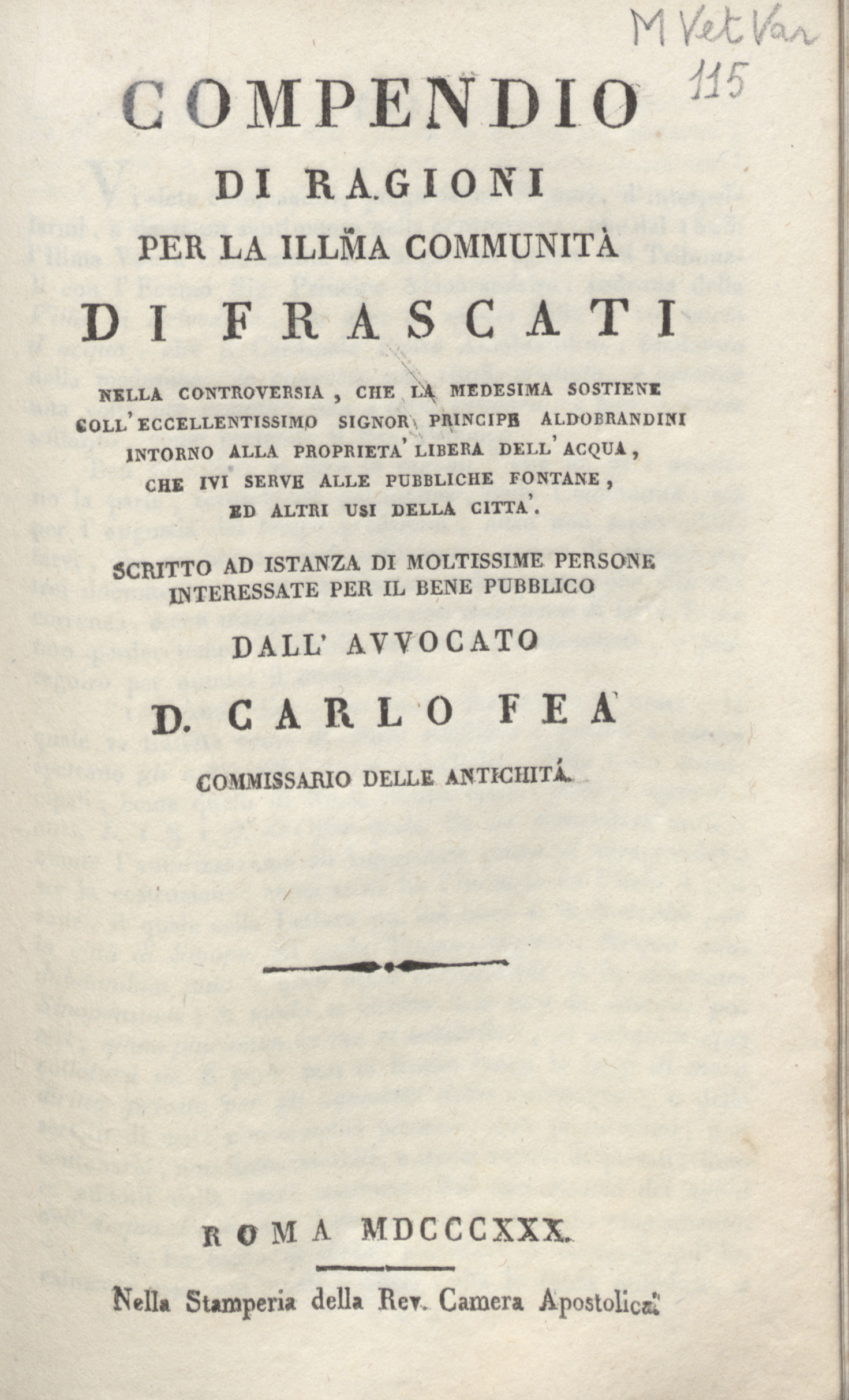
Compendio di ragioni per la illustrissima communità di Frascati (1830)